# 伊藤亀太郎
伊藤 亀太郎（いとう かめたろう、文久3年12月26日（1864年2月3日） - 昭和19年（1944年）6月27日）は、北海道を代表する土木業者の伊藤組創業者。日本の実業家・大工。越後国出雲崎出身。

## 生涯
宮大工伊藤栄吉の次男で、1872年に出雲崎の金泉栄吉の下で大工修行。1890年に小樽で小林茂三郎の大工となる。1893年小林茂三郎から独立し、「伊藤組」を設立。1894年伊藤組の木挽き工場を建てる。同年に田中銀次郎を支配人として迎える。1898年に阿部久四郎の下請として、旭川第7師団司令部庁舎を落成させる。日本陸軍に大工の実力を認められ、その後も元請として陸軍の仕事を受注。1902年函館区役所。1903年北海道鉄道高島駅。1908年樺太守備隊司令部庁舎。1908年札幌駅舎。1910年札幌中央郵便局。1918年開道五十年記念北海道博覧会第一会場施設。1922年北海タイムス社屋。1923年北海道拓殖銀行小樽支店。1934年小樽駅などの建築工事を竣功させた。1916年札幌土木建築業組合の設立に参画し初代組合長（～1921年）。この他、公職としては札幌商業会議所議員。北海道札幌区土木委員。定山渓鉄道役員や札幌銅鉄株式会社役員も務めた。
建築に必要な製材業も山林も経営。伊藤組の組員の夏季には建築現場、冬季は造材現場に向わせて通年雇用を実現した。
性格は勤勉で、現場回りをして組員を第一に考えることを信条とした。頼まれて土地や家屋を購入したが、その人柄に惚れて持ち込まれる物件が多かったという。
家族としては、息子に伊藤豊次がおり、孫に伊藤義郎・ひ孫に伊藤香一、伊藤美子の兄弟がいる。

## かつての部下
- 田中銀次郎 - 後の田中組の設立者
- 遠藤米七 - 後の樺太の企業・遠藤組の設立者